# لیا فورچون
لیا فورچون (انگلیسی: Leah Fortune؛ زادهٔ ۱۳ دسامبر ۱۹۹۰) بازیکن فوتبال اهل برزیل است.
از باشگاه‌هایی که در آن بازی کرده‌است می‌توان به باشگاه فوتبال اورلندو پراید اشاره کرد.
وی همچنین در تیم‌های ملی فوتبال Brazil women's national under-18 football team, Brazil women's national under-20 football team، و زنان برزیل بازی کرده‌است.